# Novaya Gazeta
Novaya Gazeta (em russo:  Новая газета; em português:  Nova gazeta) é um jornal russo conhecido por sua cobertura crítica e investigativa sobre assuntos políticos e sociais.  
É publicado em Moscou, em outras regiões da Rússia e em alguns países estrangeiros. 
Em outubro de 2021, o editor-chefe do jornal, Dmitry Andreyevich Muratov, ganhou o Nobel da Paz por defender por décadas a liberdade de expressão na Rússia em condições cada vez mais desafiadoras. Ele dividiu o prêmio com a jornalista filipina Maria Ressa.  

## História

### Fundação
Um grupo de ex-jornalistas do Komsomolskaya Pravda organizou o jornal em 1993 e seu primeiro nome foi Ezhednevnaya Novaya Gazeta (Daily New Gazette). Em 1993, Mikhail Gorbachev usou o dinheiro de seu Prêmio Nobel da Paz de 1990 para ajudar a Novaya Gazeta a comprar seus primeiros computadores. 

### Ideologia
O Novaya Gazeta é conhecido como um dos "únicos jornais verdadeiramente críticos com influência nacional na Rússia hoje" pelo Comitê para a Proteção dos Jornalistas, reportando tópicos delicados, incluindo violações dos direitos humanos, corrupção no governo e abuso de poder.  

### Fatos históricos
Em 26 de novembro de 2001, a Novaya Gazeta publicou um artigo de Oleg Lurie afirmando que a administração do International Industrial Bank , chefiada por Sergey Pugachyov , havia se envolvido na lavagem de dinheiro no Bank of New York .  O banco de Pugachyov abriu um processo por difamação contra o jornal, citando perdas financeiras, já que vários de seus clientes supostamente mudaram os termos de suas contas de uma forma que fez o banco perder dinheiro por causa da publicação. Em 28 de fevereiro de 2002, o banco ganhou o caso no tribunal municipal Basmanny de Moscou e recebeu 15 milhões de rublos(cerca de US $ 500.000) em receita perdida, uma soma sem precedentes para jornais russos que pode minar a própria existência da Novaya Gazeta , especialmente porque em 22 de fevereiro a Novaya Gazeta foi condenada pelo mesmo tribunal de Basmanny a pagar cerca de US $ 1 milhão por uma alegação de corrupção contra o Krasnodar Krai é o juiz principal. Em abril, a decisão do caso do International Industrial Bank foi reconfirmada por um tribunal. No entanto, em um artigo de 27 de maio de 2002,  Yulia Latynina , jornalista da Novaya Gazeta , revelou que os três clientes do banco mencionados na ação eram suas subsidiárias ou de outra forma controlados por seu conselho de administração, e alegou que a Novaya Gazetahavia solicitado a abertura de uma investigação criminal de fraude nas atividades do banco. Como resultado, em junho de 2002, o International Industrial Bank renunciou ao seu pedido de indenização. 
Em 2004, o jornal publicou sete artigos do colunista Georgy Rozhnov, que acusava Sergey Kiriyenko de desviar US$ 4,8 bilhões de fundos do Fundo Monetário Internacional em 1998, quando ele era primeiro-ministro da Rússia.  O jornal baseou as acusações em uma carta supostamente escrita a Colin Powell e assinada pelos congressistas americanos Philip Crane, Mike Pence, Charlie Norwood, Dan Burton e Henry Bonilla e publicada no site do Conselho de Defesa Americano. O jornal afirmou que Kiriyenko havia usado parte dos fundos desviados para comprar imóveis nos Estados Unidos. Posteriormente, foi alegado que a carta era uma brincadeira inventada pelo The eXile. Em resposta, Kiriyenko processou o Novaya Gazeta e Rozhnov por difamação e, ao julgar a favor de Kiriyenko, o tribunal ordenou que a Novaya Gazeta retirasse todas as publicações relacionadas às acusações e disse que o jornal "é obrigado a publicar apenas informações oficialmente comprovadas ligando o Sr. Kiriyenko ao desfalque". 
Depois que a Novaya Gazeta publicou uma investigação do jornalista Denis Korotkov sobre um empresário russo Yevgeny Prigozhin, em outubro de 2018, Korotkov e o editor-chefe da Novaya Gazeta, Muratov, foram alvo de ameaças e receberam a cabeça de um carneiro e flores no escritório do jornal. O estilo da ameaça era semelhante ao de Yevgeny Prigozhin, ligado ao Kremlin. 
O Novaya Gazeta publicou reportagens sobre ações anti-gays na Chechênia em 2017, onde 3 homens foram supostamente mortos e dezenas detidos e intimidados. Após a publicação, o governo checheno negou a existência de perseguições no país. 
O jornal publicou o relatório de Elena Milashina e a lista de 27 chechenos mortos em 26 de janeiro de 2017. O jornal também enviou o relatório e a lista ao Comitê de Investigação da Rússia  e pediu a investigação dos dados da lista. Enquanto a Novaya Gazeta publicava os nomes dos 27 chechenos mortos, o jornal supôs que o número real poderia ser ainda maior, chegando a 56 chechenos mortos naquela noite. O jornal disse que os supostamente mortos chechenos eram cidadãos da República da Chechênia, que foram detidos pelo serviço de segurança governamental, colocados sob custódia dentro de um território vigiado de propriedade do regimento da Polícia Rodoviária na cidade de Grozny e mortos a tiros em 26 de janeiro (vários teriam sido brutalmente mortos por asfixia ) pelas forças de segurança do Estado sem registrar qualquer acusação legal. 
Seis jornalistas do Novaya Gazeta foram assassinados: em 2000, Igor Domnikov foi assassinado em um prédio de apartamentos em Moscou ;em 2001, Victor Popkov morreu após ser ferido no fogo cruzado de um tiroteio na Chechênia; em 2003, Yury Shchekochikhin morreu após investigar um escândalo de corrupção em que altos funcionários russos estavam envolvidos; Anna Politkovskaya foi assassinada em seu prédio em 2006 depois de passar sua carreira cobrindo a Chechênia e o norte do Cáucaso; em 2009, tanto Anastasia Baburova quanto Natalia Estemirova foram baleadas e mortas. 

## Sumário
- Este artigo foi inicialmente traduzido, total ou parcialmente, do artigo da Wikipédia em inglês cujo título é «Dmitry Muratov».
- Este artigo foi inicialmente traduzido, total ou parcialmente, do artigo da Wikipédia em inglês cujo título é «Novaya Gazeta».